# Кверулант
Кверулантът или лице с кверулантно поведение (от лат. querulus – оплакващ се) е лице, което обсесивно чувства себе си като жертва на неправда, най-вече поради малозначителни или напълно неоснователни събития или постъпки от страна на други хора. Кверулантите често се обръщат със своите оплаквания и искания за помощ и съдействие към властите или към медиите.
Кверулантното поведение, което е резултат от кверулантна параноя, е необичайно упорито в преследването на твърдяната несправедливост, от която лицето страда, и може да доведе до увреда на икономическото състояние и социален живот на личността, както и до смущаване на нормалното функциониране на властите, към които страдащото лице се обръща. Отказът от страна на властите да удовлетворят исканията на страдащите от кверулантно поведение би могъл да резултира в агресия от страна на последните.

## Използване в психиатрията
В психиатрията са били използвани термините кверулантна параноя (Kraepelin, 1904) и litigious paranoia, които описват състояние на параноя, изразяващо се чрез кверулантно поведение. Тази концепция съществува до 2004 г., когато изчезва от психиатричната литература, най-вече защото е била използвана грешно, за да генерализира поведение на хора, търсещи решения на реални проблеми. Това състояние също така е споменато в ICD-10, под латинското име Paranoia querulans, секция F22.8, „Other persistent delusional disorders“.